# Erythrina horrida
Erythrina horrida är en ärtväxtart som beskrevs av Dc. Erythrina horrida ingår i släktet Erythrina och familjen ärtväxter. Inga underarter finns listade i Catalogue of Life.